# Walter-Benjamin-Programm
Das Walter-Benjamin-Programm der Deutschen Forschungsgemeinschaft soll es  Wissenschaftlerinnen und Wissenschaftlern in der Qualifizierungsphase im Anschluss an die Promotion ermöglichen, ein eigenes Forschungsvorhaben am Ort ihrer Wahl selbständig umzusetzen. Um Mobilität zu ermöglichen, sieht die Förderung einen Wechsel der Einrichtung im Regelfall vor. Antragstellende können die Forschungseinrichtung, an der sie in Zukunft arbeiten möchten, selbst wählen: in Deutschland oder im Ausland. Auch eine Kombination von einem Auslandsaufenthalt und einer Phase im Inland ist möglich. 
Die Förderung im Ausland erfolgt als Stipendium in Höhe von 1.750 € pro Monat plus einem Sachkostenzuschlag von 250 € plus Auslandszuschlag, Kaufkraftausgleich und gegebenenfalls Kinderzulage, wobei deren Höhe vom Zielland abhängen. Die Höhe kann größenordnungsmäßig mit einem Stipendienrechner ermittelt werden. 2021 betrug die Summe in für einen für einen Aufenthalt in den USA für Unverheiratete etwa 3500 € und für Frankreich etwa 3000 € pro Monat. Innerhalb Deutschlands erfolgt die Förderung mit einer Stelle E13-E14 TvöD/TV-L. 
Für die Einrichtung des Programms entschied sich der Hauptausschuss der DFG im Dezember 2018. Das Programm wurde im Juli 2019 eingerichtet. Das Walter-Benjamin-Programm integriert Förderfunktionen, die bisher teilweise über das Forschungsstipendium der DFG, das in ihm aufgeht, abgedeckt wurden. Es ergänzt die bereits bestehenden Förderinstrumente für promovierte  Wissenschaftlerinnen und Wissenschaftler wie das Emmy-Noether-Programm und das Heisenberg-Programm der DFG.
Das Programm ist nach dem Philosophen und Kulturkritiker Walter Benjamin (1892–1940) benannt.